# Acantholimon shahrudicum
Acantholimon shahrudicum är en triftväxtart som beskrevs av Aleksandr Andrejevitj Bunge. Acantholimon shahrudicum ingår i släktet Acantholimon och familjen triftväxter. Inga underarter finns listade i Catalogue of Life.